# Beatles for Sale (EP)
Beatles for Sale (EP) es el octavo EP de los Beatles, fue lanzado el 6 de abril de 1965. Solo fue editado en mono como todo los EP por The Beatles. Parlophone lo catalogó GEP 8931. Este EP tiene una continuación la cual es llamada Beatles for Sale (No. 2).
Como indica el título, este EP contiene canciones pertenecientes al álbum Beatles for Sale tres de su lado A y una del lado B, "Rock and Roll Music" es una versión de una canción de Chuck Berry, cantada por John Lennon. "Eight Days a Week" fue lanzada aparte como sencillo, alcanzando el número n.º 1 en el Billboard, las dos primeras canciones del álbum están en este EP.
A veces este EP y su posterior, son llamados Beatles for Sale Vol. 1 y Beatles for Sale Vol. 2, o también Beatles for Sale No. 1 y Beatles for Sale No. 2, respectivamente.
En 1981 Beatles for Sale (EP) fue compilado en The Beatles EP Collection en formato de discos de vinilo, y más tarde en 1992 en The Beatles Compact Disc EP Collection en formato de varios discos compactos.

## Lista de canciones
Todas las canciones escritas y compuestas por Lennon-McCartney, excepto donde esté indicado. 
| Cara 1 |               |                     |          |  |
| N.º    | Título        | Vocalista principal | Duración |  |
| 1.     | «No Reply»    | Lennon              | 2:18     |  |
| 2.     | «I'm a Loser» | Lennon              | 2:33     |  |

| Cara 2 |                               |                     |          |  |
| N.º    | Título                        | Vocalista principal | Duración |  |
| 1.     | «Rock and Roll Music» (Berry) | Lennon              | 2:34     |  |
| 2.     | «Eight Days a Week»           | Lennon              | 2:46     |  |